# 小行星1691
小行星1691（1691 Oort）是一颗围绕太阳公转的小行星。1956年9月9日，卡爾·威廉·萊茵姆特在海德堡发现了此天体。
該小行星以荷蘭天文學家揚·歐特命名。
这颗小行星的绝对星等为232.9429050096239等。